# Аппаев, Хасан Алиевич
Аппаев, Хасан Алиевич карач.-балк. Аппаланы Алийни джашы Хасан (22 июля 1904, Карт-Джурт — 12 сентября 1938, СССР) — литератор, карачаевский прозаик, общественно-политический деятель 1930-х гг., первый карачаевский романист.
Родился в селении Карт-Джурт (ныне Карачаевский район Карачаево-Черкесии) в 1904 году. 
Окончил юридическую школу в Ростове-на-Дону. После учился на химико-технологическом факультете Северо-Кавказского индустриального института в Новочеркасске. Работал народным следователем, прокурором района и области. В 1936 году стал секретарём Карачаевского обкома ВКП(б). В 1938 году был незаконно арестован и расстрелян. Реабилитирован посмертно.
Первые произведения опубликованы в 1928 году. Его главным произведением стал роман в двух книгах «Къара кюбюр» (Чёрный сундук, 1935—1936), повествующий о дореволюционном быте карачаевцев и социальных противоречиях. Это произведение стало первым романом в карачаевской литературе.
«Язык богат, образен и образность его неразрывно связана с родным бытом, родной природой. Язык писателя — это уже не язык фольклора, а язык обогащенный, литературный».